# Cheeger-Buser-Ungleichung
In der Mathematik stellt die Cheeger-Buser-Ungleichung eine Beziehung zwischen der isoperimetrischen Ungleichung und dem Spektrum des Laplace-Operators her. Es gibt eine differentialgeometrische Version (für riemannsche Mannigfaltigkeiten) und eine diskrete Version (für Graphen). Sie ist nach Jeff Cheeger und Peter Buser benannt.

## Differentialgeometrische Version
Es sei {\displaystyle M} eine Riemannsche Mannigfaltigkeit. Wir bezeichnen mit {\displaystyle h(M)} die Cheeger-Konstante, d. h. die isoperimetrische Konstante. Der kleinste Eigenwert des Laplace-Beltrami-Operators {\displaystyle \Delta f=-\mathrm {div} (\mathrm {grad} \,f)} ist {\displaystyle \lambda _{0}(M)=0}. Die Cheeger-Ungleichung schätzt die Cheeger-Konstante gegen den zweitkleinsten Eigenwert {\displaystyle \lambda _{1}(M)} ab:
{\displaystyle h(M)\leq 2{\sqrt {\lambda _{1}(M)}}.}
Über die variationelle Charakterisierung von {\displaystyle \lambda _{1}} erhält man {\displaystyle \lambda _{1}\int _{M}f^{2}dV\leq \int _{M}|\nabla f|^{2}dV} und damit ist die Cheeger-Ungleichung unmittelbar äquivalent zu einer oberen Schranke für die Konstante {\displaystyle C} in der {\displaystyle L^{2}}-Poincaré-Ungleichung
{\displaystyle \int _{M}f^{2}dV\leq C\int _{M}|\nabla f|^{2}dV}
für alle glatten Funktionen {\displaystyle f\colon M\to \mathbb {R} } mit {\displaystyle \int _{M}fdV=0}.
Die Buser-Ungleichung (auch Ungleichung von Buser-Ledoux) besagt
{\displaystyle \lambda _{1}(M)\leq 6\,\mathrm {max} \left\{{\sqrt {-K}}h(M),6h(M)^{2}\right\}},
wobei {\displaystyle K\leq 0} eine untere Schranke für die Ricci-Krümmung sein soll.
Mit einer unteren Schranke für die Ricci-Krümmung und einer oberen Schranke für {\displaystyle C}, oder äquivalent einer unteren Schranke für {\displaystyle \lambda _{1}(M)}, erhält man also eine untere Schranke für {\displaystyle h(M)}.

## Diskrete Version
Betrachte die Adjazenzmatrix {\displaystyle A} eines zusammenhängenden {\displaystyle k}-regulären Graphen {\displaystyle \Gamma }. Die Laplace-Matrix ist definiert als {\displaystyle \Delta =k\mathrm {Id} -A}. Ihr kleinster Eigenwert ist {\displaystyle \lambda _{0}(\Gamma )=0}. Der zweitkleinste Eigenwert {\displaystyle \lambda _{1}(\Gamma )} wird als Maß für die Expansivität des Graphen interpretiert. Es gilt nämlich die auf Dodziuk, Alon und andere zurückgehende diskrete Cheeger-Buser-Ungleichung:
{\displaystyle {\frac {1}{2}}\lambda _{1}(\Gamma )\leq h(\Gamma )\leq {\sqrt {2\lambda _{1}(\Gamma )}},}
wobei {\displaystyle h(\Gamma )} die Cheeger-Konstante, d. h. die isoperimetrische Konstante, des Graphen bezeichnet.